# Numero di Ekman
Il numero di Ekman è un  numero adimensionale utilizzato per descrivere fenomeni geofisici che si presentano negli oceani e nell'atmosfera. Esso descrive la viscosità di un fluido affetta dalla forza di Coriolis generata dalla rotazione planetaria.
È così chiamato in onore dell'oceanografo Svedese Vagn Walfrid Ekman.

## Definizione matematica
Il numero di Ekman è definito come:
{\displaystyle Ek={\frac {\nu }{2\Omega D^{2}\sin \varphi }}}
dove:
- ν è la viscosità cinematica;
- Ω è la velocità angolare della rotazione planetaria;
- D è la scala (di norma verticale) caratteristica del fenomeno osservato;
- φ è la latitudine;
- 2 Ω sin φ è la frequenza di Coriolis.

Sono date la viscosità cinetica {\displaystyle \nu }, la velocità angolare {\displaystyle \Omega } e la scala di lunghezza caratteristica {\displaystyle L}.
Ci sono alcuni modi differenti di esprimere la formula.
Tritton utilizza:
{\displaystyle \mathrm {Ek} ={\frac {\nu }{\Omega L^{2}}}.}
Invece, il NRL Plasma Formulary usa:
{\displaystyle \mathrm {Ek} ={\sqrt {\frac {\nu }{2\Omega L^{2}}}}.}
Il NRL afferma che la definizione fornita è equivalente alla radice quadrata del rapporto tra il numero di Rossby e il Numero di Reynolds. Esistono anche varianti del numero di Rossby.

## Interpretazione fisica
In un flusso rotatorio qualsiasi, il numero di Ekman rappresenta il rapporto della viscosità e la forza di Coriolis.
Quando il numero di Ekman è relativamente piccolo, i disturbi sono in grado di propagarsi prima di decadere a causa di attriti.
Il numero di Ekman descrive inoltre il livello di spessore di uno strato di Ekman, uno strato limite in cui la diffusione viscosa è bilanciata dagli effetti di Coriolis piuttosto che dall'inerzia.